# Анално избелване
Аналното избелване е процедура по изсветляване на цвета на кожата около ануса. Прави се чисто по козметични причини с цел цветът на ануса да се уеднакви с този на кожата около него. Може да извършва както в специализиран салон, така и вкъщи с подходящ крем.
Порнографските актриси са първите хора, подлагали се на анално избелване. С увеличаването на броя на жените, практикуващи анален секс, избелването на ануса започва да набира популярност. Услугата се предлага първоначално в Калифорния през 2005 г., като се появява по същото време и в Австралия.